# Касабиан, Натали
Натали Касабиан (арм. Նատալի Քեսաբյան, англ. Natalie Qasabian) — армяно-американский кинопродюсер из Лос-Анджелеса. Имя Натали Касабиан внесено в список известных выпускников Университета Южной Калифорнии.

## Биография
Касабиан училась в Школе кинематографических искусств Университета Южной Калифорнии. Завершив обучение в 2014 году она работала один год с продюсером Джейми Патрикофом.
Её супруг Севак Оганян (арм. Սեւակ Օհանյան, 1987 г.р.) — американский кинопродюсер и сценарист.
Касабиан училась в бизнес-школе Graziadio и получила степень MBA в Pepperdine University.

## Карьера
В 2015 Году Натали Касабиан начала продюсировать самостоятельно.
Одной из первых её работ был короткометражный фильм «Присоединяйтесь к клубу» режиссёра Евы Вивес. Его премьера состоялась в 2016 году на кинофестивале «Сандэнс».
В период с 2015 по 2023 годы было отснято 14 фильмов. Основные жанры: драма, комедия, короткометражные фильмы.

## Награды и достижения
- Премьера фильма «Поиск» состоялась в 2018 году на «Сандэнс 2018» и получила приз зрительских симпатий и премию Альфреда П. Слоуна. В мировом прокате фильм собрал 75 миллионов долларов[3].
- Натали Касабян была удостоена премии «Sundance Institute / Amazon Studios Producers Award 2021» за фильм «Беги»[9].
- Лауреат премии Сандэнс 2023. Приз зрительских симпатий США за драматургию. «Персидская версия». Исполнительный продюсер Натали Касабиан[10].

## Лучшие фильмы
- «Поиск», 2018[1][8][11][12].
- «Пропавшие без вести», 2023[1][8]
- «Взаперти», 2020[1][8]
- «Все о Нине», 2018[8][3]
- «Беги», 2021[11][13].

## Примечание
1. 1 2 3 4 5 6  Натали Касабян — фильмы — Кинопоиск
2. ↑  USC Cinematic Arts | Notable Alumni. Дата обращения: 25 апреля 2023. Архивировано 11 апреля 2023 года.
3. 1 2 3 4 5  NATALIE QASABIAN: Adapting to Challenges and the Beauty of Being Independent — Dear Producer. Дата обращения: 25 апреля 2023. Архивировано 25 апреля 2023 года.
4. 1 2  Natalie Qasabian — Film Independent. Дата обращения: 25 апреля 2023. Архивировано 5 февраля 2021 года.
5. ↑  USC Cinematic Arts | School of Cinematic Arts News. Дата обращения: 25 апреля 2023. Архивировано 25 апреля 2023 года.
6. 1 2  Screen Queen | Pepperdine Magazine | Fall 2018. Дата обращения: 25 апреля 2023. Архивировано 25 апреля 2023 года.
7. ↑  Natalie Qasabian — Sundance Collab. Дата обращения: 25 апреля 2023. Архивировано 25 апреля 2023 года.
8. 1 2 3 4 5  Natalie Qasabian — IMDb. Дата обращения: 25 апреля 2023. Архивировано 11 мая 2023 года.
9. ↑  Американский кинопродюсер Натали Касабян удостоена премии «Sundance Institute» (Видео). Дата обращения: 25 апреля 2023. Архивировано 25 апреля 2023 года.
10. ↑  USC Cinematic Arts | Sundance 2023. Дата обращения: 25 апреля 2023. Архивировано 25 апреля 2023 года.
11. 1 2  Lionsgate to Develop Thriller 'Run' From 'Searching' Filmmakers — Variety. Дата обращения: 25 апреля 2023. Архивировано 25 октября 2022 года.
12. ↑  Search’s Sev Ohanian Sundance Institute/Amazon Studios Producers Award — Deadline. Дата обращения: 25 апреля 2023. Архивировано 25 апреля 2023 года.
13. ↑  Armenian American producer Natalie Qasabian’s ‘Run’ Wins 2021 Sundance Institute/Amazon Studios Award — Public Radio of Armenia. Дата обращения: 25 апреля 2023. Архивировано 21 февраля 2023 года.